# Distretto di Quiñota
Il distretto di Quiñota è uno degli otto distretti della provincia di Chumbivilcas, in Perù e si trova nella regione di Cusco.